# نمذجة جزيئية

هيكل زواي ثنائي السطح متضمن في النموذج الجزيئي للبروتين.

النمذجة الجزيئية أو النموذج الجزيئي (بالإنجليزية: Molecular modelling)‏ تشمل جميع الأساليب، النظرية والحاسوبية، التي تستخدم لنمذجة أو محاكاة سلوك الجزيئات. وتستخدم هذه الأساليب في مجالات الكيمياء الحاسوبية وتصميم الأدوية وعلم الأحياء الحاسوبي وعلوم المواد لدراسة النظم الجزيئية التي تتراوح من النظم الكيميائية الصغيرة إلى الجزيئات البيولوجية الكبيرة وتجميعات المواد. يمكن إجراء أبسط العمليات الحسابية يدويًا، ولكن لا بد حتمًا من أجهزة الكمبيوتر إجراء النمذجة الجزيئية لأي نظام ذي حجم معقول. الميزة المشتركة لطرق النمذجة الجزيئية هي وصف المستوى الذري للأنظمة الجزيئية. قد يشمل ذلك معالجة الذرات باعتبارها أصغر وحدة فردية (نهج ميكانيكي جزيئي)، أو نمذجة إلكترونات صريحة لكل ذرة (مقاربة كيميائية كمومية). يمكن إجراء العمليات الحاسوبية يدويًا، ولكن لا بد من وجود أجهزة كمبيوتر لإجراء النمذجة الجزيئية لأي نظام ذي حجم معقول. الميزة المشتركة لطرق النمذجة الجزيئية هي وصف المستوى الذري للأنظمة الجزيئية. وقد يشمل ذلك معالجة الذرات باعتبارها أصغر وحدة فردية (نهج ميكانيكا جزيئي)، أو نمذجة إلكترونات صريحة لكل ذرة (نهج كيميائي كمومي).

## ميكانيكا جزيئية
الميكانيكا الجزيئية هي أحد جوانب النمذجة الجزيئية، لأنها تنطوي على استخدام الميكانيكا الكلاسيكية (الميكانيكا النيوتنية) لوصف الأساس المادي وراء النماذج. تصف النماذج الجزيئية عادةً الذرات (النواة والإلكترونات بشكل جماعي) كرسوم نقطية مع كتلة مقترنة. تم وصف التفاعلات بين الذرات المجاورة بتفاعلات تشبه النابض (تمثل الروابط الكيميائية) وقوى فان در فالس. يتم استخدام جهد لينارد-جونز لوصف الأخير. يتم حساب التفاعلات الإلكتروستاتيكية وفقًا لقانون كولوم. يتم تعيين إحداثيات للذرات في الفضاء الديكارتي أو في الإحداثيات الداخلية، ويمكن أيضا أن يتم تعيين السرعات في المحاكاة الديناميكية. ترتبط السرعات الذرية بدرجة حرارة النظام، وهي كمية جهرية. ويطلق على التعبير الرياضي الجماعي وظيفة محتملة ويرتبط بالطاقة الداخلية للنظام (U)، وهي كمية ديناميكية حرارية تعادل مجموع الطاقات الكامنة والحركية. وتسمى الطرق التي تقلل من الطاقة الكامنة طرق تقليل الطاقة (على سبيل المثال، أكثر انحدارًا وتدرجًا مترافقًا)، بينما تسمى الطرق التي تصف سلوك النظام مع انتشار الوقت الديناميكيات الجزيئية.
{\displaystyle E=E_{\text{bonds}}+E_{\text{angle}}+E_{\text{dihedral}}+E_{\text{non-bonded}}\,}
{\displaystyle E_{\text{non-bonded}}=E_{\text{electrostatic}}+E_{\text{van der Waals}}\,}
هذه الدالة، المشار إليها كدالة محتملة، تحسب الطاقة الكامنة الجزيئية كمجموع شروط الطاقة التي تصف انحراف أطوال الرابطة وزواياها وزوايا الالتواء بعيدًا عن قيم التوازن، بالإضافة إلى المصطلحات الخاصة بالأزواج الغير مرتبطة من الذرات التي تصف فان در فالز والتفاعلات الكهروستاتيكية. إن مجموعة المعلمات المكونة من أطوال الرابطة المتوازنة وزوايا الرابطة وقيم الشحنة الجزئية وثوابت القوة ومعلمات فان در والاس يطلق عليها مجتمعة «حقل قوة». تستخدم التطبيقات المختلفة للميكانيكا الجزيئية تعبيرات رياضية مختلفة ومعلمات مختلفة للدالة الكامنة. طورت حقول القوة الشائعة المستخدمة اليوم باستخدام حسابات كمية عالية المستوى و / أو ملائمة للبيانات التجريبية. تُستخدم الطريقة، التي يُطلق عليها اسم «تصغير الطاقة»، لإيجاد مواضع ذات انحدار صفري لجميع الذرات، وبعبارة أخرى، حد أدنى محلي للطاقة. حالات الطاقة المنخفضة أكثر استقرارًا ويتم فحصها كثيرًا بسبب دورها في العمليات الكيميائية والبيولوجية. من ناحية أخرى، تحاكي محاكاة الديناميات الجزيئية سلوك النظام كدالة للوقت. وهو ينطوي على حل قوانين نيوتن للحركة، وبشكل أساسي القانون الثاني {\displaystyle \mathbf {F} =m\mathbf {a} }. يؤدي دمج قوانين نيوتن للحركة، باستخدام خوارزميات تكامل مختلفة، إلى مسارات ذرية في المكان والزمان. تعرف القوة على الذرة بأنها الانحدار السلبي لوظيفة الطاقة الكامنة. إن طريقة تقليل الطاقة مفيدة للحصول على صورة ثابتة للمقارنة بين حالات أنظمة مشابهة، بينما توفر الديناميكيات الجزيئية معلومات حول العمليات الديناميكية مع التضمين الجوهري لتأثيرات درجات الحرارة.

## متغيرات
يمكن نمذجة الجزيئات إما في فراغ، أو في وجود مذيب مثل الماء. ويشار إلى محاكاة النظم في الفراغ على أنها محاكاة طور الغاز، بينما يشار إلى تلك التي تشمل وجود جزيئات المذيبات كمحاكاة صريحة للمذيبات. في نوع آخر من المحاكاة، يقدر تأثير المذيب باستخدام تعبير رياضي تجريبي. هذه تسمى عمليات المحاكاة الضمنية.

### تمثيل الإحداثيات
معظم حقول القوة تعتمد على المسافة، مما يجعلها التعبير الأكثر ملاءمة لهذه الإحداثيات الديكارتية. ومع ذلك، فإن الطبيعة الصلبة نسبياً للروابط التي تحدث بين ذرات معينة، وفي جوهرها، تحدد ما يقصد ب«الجزيء المكلف»، تجعل نظام الإحداثيات الداخلي التمثيل الأكثر منطقية. في بعض المجالات، يُطلق على التمثيل IC (طول الرابطة، الزاوية بين الروابط، وزاوية الالتواء للروابط كما هو موضح في الشكل) تمثيل المصفوفة-Z أو تمثيل زاوية الالتواء. لسوء الحظ، تتطلب الحركات المستمرة في الفضاء الديكارتية غالبًا تفرعات زاويًا متقطعة في الإحداثيات الداخلية، مما يجعل العمل مع حقول القوة في تمثيل الإحداثيات الداخلي أمرًا صعبًا، وعلي النظير، قد لا تكون الإزاحة البسيطة لذرة في الفضاء الديكارتي مسارًا مستقيًما بسبب منع الروابط المتداخلة. وبالتالي، فمن الشائع جداً أن تقوم البرامج الحاسوبية المحسّنة بالرجوع ذهاباً وإياباً بين التمثيلات أثناء تكرارها. يمكن أن تهيمن تلك التكرارات على وقت حساب الجهد، وتتسبب في تراكم الأخطاء العددية في جزيئات السلسلة الطويلة. في حين أن جميع خوارزميات التحويل تنتج نتائج متطابقة رياضيًا، إلا أنها تختلف من حيث السرعة والدقة العددية. حالياً، الالتواء الأسرع والأكثر دقة للتحويل الديكارتي هو أسلوب إطار إسناد الامتداد الطبيعي (NERF).

## تطبيقات
يتم الآن استخدام طرق النمذجة الجزيئية بشكل روتيني للتحقق من البنية، الديناميكيات، خصائص السطح، والديناميكا الحرارية للأنظمة غير العضوية والبيولوجية والبوليمرية. تشتمل أنواع النشاط البيولوجي التي تم بحثها باستخدام النمذجة الجزيئية تطوي البروتين، وإنزيمات المحفزات، واستقرار البروتين، والتغيرات التوافقية المرتبطة بالوظيفة الحيوية الجزيئية، والتعرف الجزيئي علي البروتينات، والحمض النووي، والمجمعات الغشائية.